# Kapacitetsomkostninger
Kapacitetsomkostninger er et virksomhedsøkonomisk begreb. Kapacitetsomkostninger er i modsætning til variable omkostninger ikke direkte bestemt af afsætningens størrelse og sammensætning. 
Kapacitetsomkostninger, der også kaldes faste omkostninger, afholdes med henblik på at etablere og fastholde nogle rammer indenfor hvilke virksomheden kan fungere. Af typiske kapacitetsomkostninger kan nævnes husleje, funktionærløn og afskrivninger. Disse rammer vil normalt ændre sig over tid – i takt med at virksomhedens størrelse ændrer sig. 
Kapacitetsomkostningerne kan opdeles i kontante kapacitetsomkostninger, der er løbende faste omkostninger, og beregnede kapacitetsomkostninger, der er værditabet ved at bruge aktiver, dvs. afskrivninger.
| Økonomi | Spire Denne artikel om økonomi er en spire som bør udbygges. Du er velkommen til at hjælpe Wikipedia ved at udvide den. |